# Rakata (isla)
Rakata (también conocida como Krakatoa) es una isla volcánica que funciona como estratovolcán. Se encuentra situada dentro del archipiélago de Krakatoa entre las islas Java y Sumatra al suroeste de Indonesia. Con una altura de 813 metros, originalmente fue el volcán más grande y más al sur de los tres que formaron el archipiélago (los otros son Danan y Perboewatan) y el único no destruido totalmente en la erupción de 1883.
La isla es el último remanente de la isla original antes de su destrucción. Sin embargo, Rakata perdió su mitad norte en esa erupción, dejando solo su mitad sur. El acantilado expuesto es bastante llamativo visualmente, parcialmente de un gran dique expuesto que termina en una gran extrusión lenticular en el medio del acantilado casi vertical.

Cambio geográfico en Rakata después de la erupción del Krakatoa de 1883.